# Trichophysis
Trichophysis is een kevergeslacht uit de familie van de boktorren (Cerambycidae). De wetenschappelijke naam van het geslacht werd voor het eerst geldig gepubliceerd in 1973 door Quentin & Villiers.

## Soorten
Trichophysis omvat de volgende soorten:
- Trichophysis humbloti (Lameere, 1903)
- Trichophysis obscura (Waterhouse, 1880)